# Bușăuca
Bușăuca è un comune della Moldavia situato nel distretto di Rezina di 1.193 abitanti al censimento del 2004